# Marino Fonović
Marino Fonović (Rijeka, 1964.) hrvatski je promatrač promjenljivih zvijezda, astrofotograf i popularizator znanosti.
U sklopu promatračkog programa The American Association of Variable Star Observers (AAVSO) Cambridge, počevši od 1991. godine sa svoje promatračnice u Plominskom Zagorju u Istri izvršio je preko 50.000 fotometrijskih opažanja promjenljivih zvijezda. Teleskopima promjera 20, 25 i 35 cm iz noći u noć vizualno i CCD kamerom prati oko 800 promjenljivih zvijezda, uspoređujući njihov sjaj s okolnim poredbenim zvijezdama. Posebno su zapažena njegova promatranja novih i patuljastih novih tipa U Blizanaca (Gem), lacertida, promjenljivica tipa R Sjeverne krune (CrB), Z Andromede (And) i supernova u drugim galaksijama. Sva promatranja uvrštena su u jedinstvenu međunarodnu bazu podataka AAVSO International database. Svojim promatranjima pridonio je izradi dvadesetak AAVSO monografija o promjenljivim zvijezdama. Prema podacima Journal of the AAVSO Vol. 35 i AAVSO Newsletter No. 34 godine 2006. kao jedini promatrač iz Hrvatske izvršio je 14.210 mjerenja, čime je po broju promatranja Hrvatska nadmašila mnogo veće zemlje kao što su Rusija, Japan i mnoge druge.  
Pored fotometrijskih opažanja promjenljivih zvijezda, 1990. godine intenzivno se bavi astrofotografijom, posebice snimanjem objekata dubokog neba. Fotografije svemirskih nebula i galaktika predstavio je domaćoj i inozemnoj javnosti na nekoliko samostalnih i grupnih izložbi. Njegove su snimke objavljivane na naslovnim stranicama mnogih časopisa i novina, snimke su objavili i ugledni američki časopisi Astronomy i Sky and Telescope. 
Osim promatračkim radom bavi se i popularizacijom astronomije. Autor je prve hrvatske sveobuhvatne astronomske knjige Svemir - Sunčev sustav, zvijezde, galaksije, život u svemiru. Objavio je preko stotinu radova i opsežnijih znanstveno-popularnih članaka. Njegovi tematski članci iz astronomije i drugih prirodnih znanosti već petnaestak godina redovito se objavljuju u časopisu Priroda, Hrvatskog prirodoslovnog društva u Zagrebu, časopisima Polaris, Čovjek i svemir, Urania i dr.  U inozemstvu redovito objavljuje u slovenskoj reviji za astronomiju Spika (Ljubljana), časopisima Vasiona (Beograd) i Astronomija (Novi Sad). Za svoj dugogodišnji rad dobio je brojna domaća i strana priznanja: Hrvatskog prirodoslovnog društva za doprinos popularizaciji znanosti u Hrvatskoj (2002.), priznanja udruge AAVSO za promatrački rad (1999., 2007.) i dr.
Od 1988. godine profesionalno se bavi novinarstvom. Od 1989. godine je glavni i odgovorni urednik lista Raški rudar glasila Istarskih ugljenokopa. Autor je monografije o rudarenju u Istri Zadnja smjena. Na hrvatski je preveo knjigu Das Problem der Befarhung des Weltraums iz 1929. pionira astronautike Hermana Potočnika Noordunga, koji je rođen u Puli.

## Vanjske poveznice
- Astronomska promatračnica Plominsko Zagorje
- knjiga Svemir - Sunčev sustav, zvijezde, galaksije, život u svemiru
- monografija Zadnja smjena
- knjiga Problem vožnje svemirom